# Mourhaf Abou Qasra
Marhaf Abou Qasra (en Arabe : مرهف أبو قصرة), connu également sous le nom de guerre d'Abou Hassan al-Hamwi, est un commandant djihadiste et ancien rebelle syrien. Il est le commandant militaire du Front al-Nosra, puis de Hayat Tahrir al-Cham. Il est nommé ministre de la Défense le 21 décembre 2024 dans le gouvernement de transition. Il est reconduit au même poste dans le second gouvernement de transition formé le 29 mars 2025.